# Stauridiosarsia reesi
Stauridiosarsia reesi is een hydroïdpoliep uit de familie Corynidae. De poliep komt uit het geslacht Stauridiosarsia. Stauridiosarsia reesi werd in 1956 voor het eerst wetenschappelijk beschreven door Vannucci. 